# 巴什福德·迪安
巴什福德·迪安（1867年10月28日—1928年12月6日）是一位动物学家，专攻鱼类学，同时也是一位中世纪盔甲专家，是唯一一个曾在大都會藝術博物館和美國自然史博物館办个人展览的人。1921年迪安获美国国家科学院颁发的丹尼尔·吉罗·艾略特奖章。